# Porte Montmartre
Ne doit pas être confondu avec Porte de Montmartre.
La porte Montmartre est le nom d'une série de portes disparues de Paris (à ne pas confondre avec la porte de Montmartre).
Il y eut successivement trois portes Montmartre, au fur et à mesure de l'extension des différentes enceintes de la Ville, s'échelonnant le long de la rue Montmartre. Elles furent l'une après l'autre détruites pour faciliter le ravitaillement et la circulation dans Paris.

## Différentes portes
Plusieurs portes, barrières ou poternes des enceintes successives entourant Paris ont porté le nom de « Montmartre », les trois plus anciennes le long de l'axe de la rue Montmartre.

### Première porte (début duXIIIesiècle)

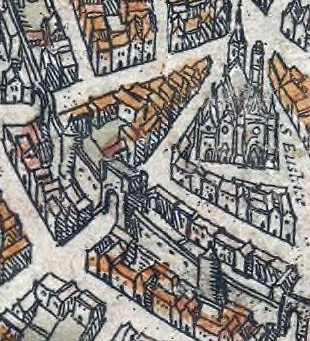
Porte Montmartre sur le plan de Braun et Hogenberg (vers 1530).

La première porte Montmartre, ou porte Saint-Eustache faisait partie de l'enceinte de Philippe Auguste. Construite vers 1200, elle se trouvait au niveau des mitoyens des nos 30-32 et 13-15 de la rue Montmartre, juste au nord de l'église Saint-Eustache (48° 51′ 51,95″ N, 2° 20′ 43,16″ E),.
La station de métro la plus proche est celle des Halles (ligne 4).
Cette porte date du roi Philippe Auguste, elle a été construite entre 1190 et 1200. Deux tours de huit mètres de diamètre et de quinze de haut encadraient une ouverture ogivale fermée par deux vantaux de bois et protégée par une herse. Elle a été démolie vers 1550.

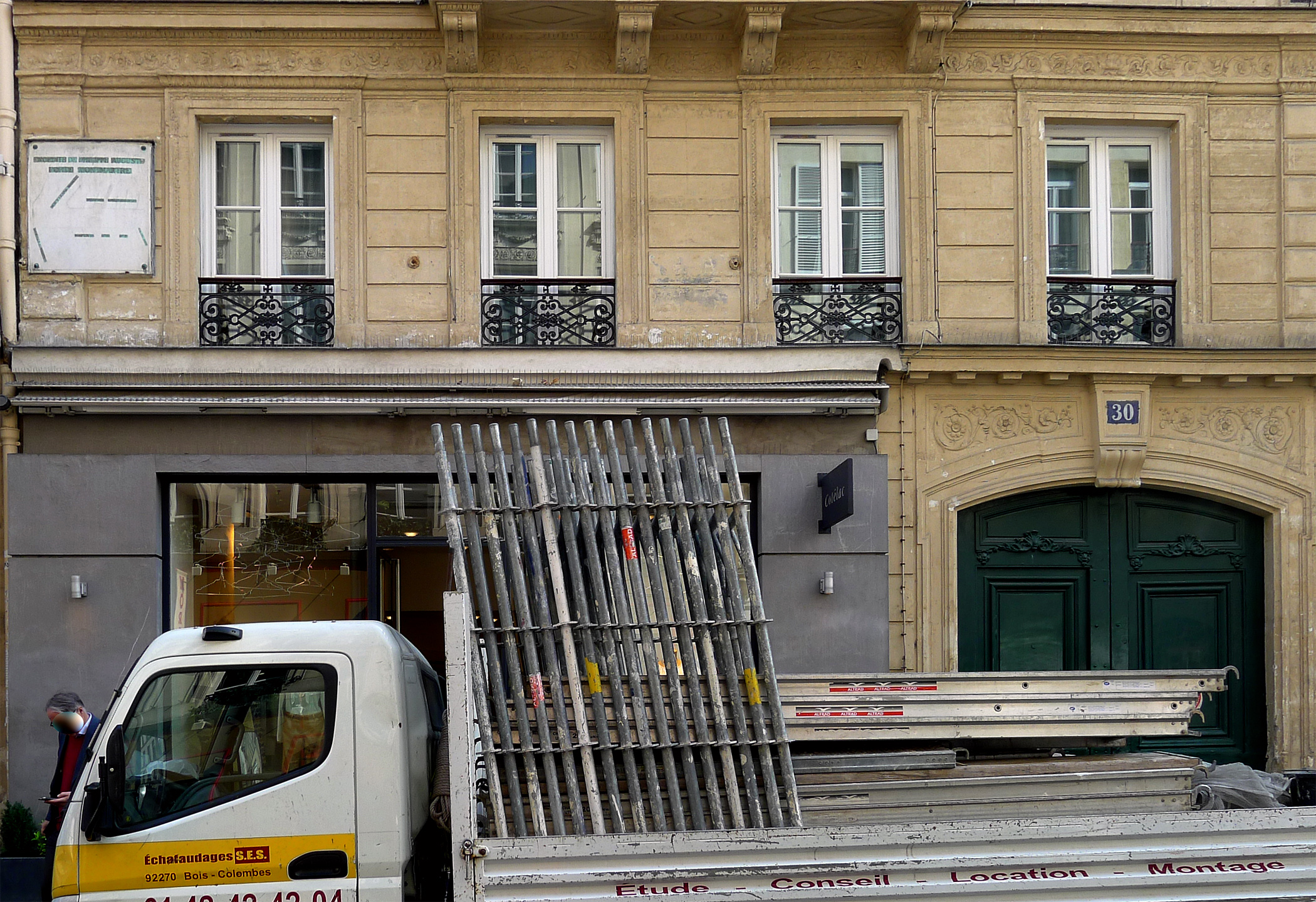
No 30 de la rue Montmartre avec la plaque historique.
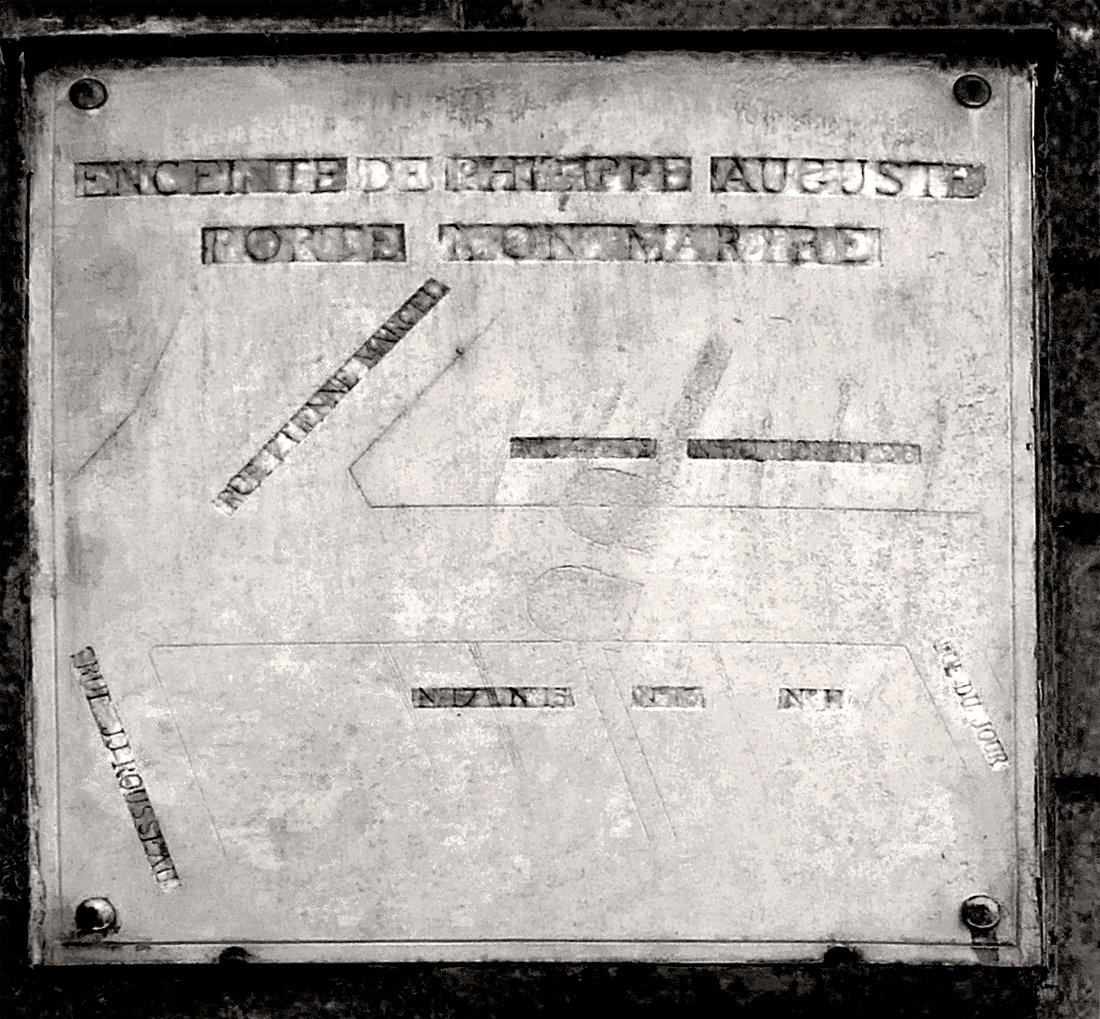
Plaque historique avec le plan de la porte.

### Deuxième porte (fin duXIVesiècle)

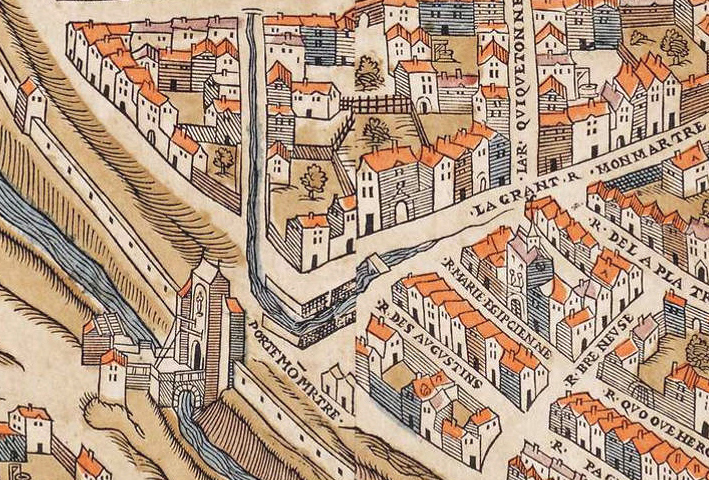
Porte Montmartre sur le plan de Truschet et Hoyau (1550).

Paris s'étant considérablement agrandi, l'ancienne porte fut abandonnée et une deuxième porte Montmartre fut construite. Elle se trouvait à 250 mètres plus au nord de la précédente, entre l'intersection de la rue des Fossés-Montmartre avec la rue Montmartre (dénommée du côté ville « rue de la Porte-Montmartre » du XIVe  au  XVIIe siècle) au niveau du no 86, et l'intersection avec la rue Léopold-Bellan (48° 52′ 01,56″ N, 2° 20′ 38,83″ E),.
La station la plus proche est celle du Sentier (ligne 3).
Construite sous le roi Charles V en 1380, cette porte fortifiée était constituée par une bastille formant saillie en avant de la muraille, surmontée de tourelles ; le passage se faisait sous une voûte de 20 m de long. L'entrée côté faubourg était protégée par un double pont-levis (charretier et piétonnier) donnant sur un pont franchissant deux fossés, d'abord un en eau de 30 m de large puis un second sec de 15 m, avec une avant-porte entre les deux fossés. L'ensemble s'étendait sur 80 m de long, l'entrée du pont se trouvant au croisement de la rue Montmartre avec les rues du Mail et de Cléry.
La porte a été détruite en 1634.

### Troisième porte (XVIIesiècle)

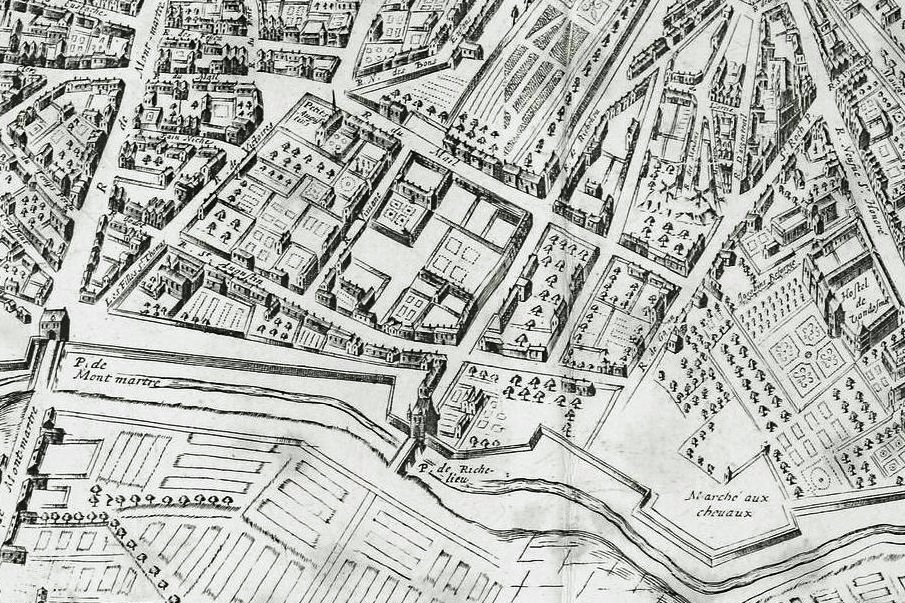
La troisième porte de Montmartre dans son environnement, vue du nord-ouest, sur le plan de Boisseau (1648).

La troisième porte Montmartre se trouvait encore 400 m plus au nord que la deuxième porte, à hauteur des nos 158 et 160 de la rue Montmartre, au croisement avec la rue des Jeûneurs (48° 52′ 12,09″ N, 2° 20′ 34,02″ E),.
Les stations de métro les plus proches sont celles de la Bourse (ligne 3) et des Grands Boulevards (lignes 8 et 9).
Construite sous Louis XIII en 1635, la porte se trouvait sur le flanc d'un bastion s'étendant à l'est entre la fontaine Montmartre et la rue des Jeûneurs, presque en face de la rue Neuve-Saint-Marc. La rue Feydeau longe l'emplacement de la muraille devant laquelle s'étendaient les fossés, jusqu'au boulevard Montmartre. La voûte d'entrée était surmontée d'un bâtiment, aux parements d'angles en pierre calcaire, avec murs en brique et toit d'ardoise. L'ensemble a été détruit entre 1690 et 1700.

### Barrière duXVIIIesiècle
La rue du Faubourg-Montmartre est prolongée par la rue des Martyrs. La barrière des Martyrs, établie sur le mur des Fermiers généraux, était à l'origine dénommée « barrière de Montmartre » (48° 52′ 55″ N, 2° 20′ 23″ E),,.
Toutefois la barrière Pigalle a également été dénommée « barrière de Montmartre ». Cette barrière d'octroi était marquée au sud de l'actuelle place Pigalle, appelée jusqu'en 1864 « place de la Barrière-Montmartre, », par un grand édifice flanqué de deux guérites (48° 52′ 54,89″ N, 2° 20′ 13,92″ E).

### Poterne duXIXesiècle
Au nord de la butte Montmartre, l'enceinte construite en 1840 comptait une « poterne Montmartre », renommée plus tard « porte de Montmartre ». Elle se trouvait sur l'actuelle avenue de la Porte-de-Montmartre, entre le boulevard Ney (l'ancienne rue Militaire) et le croisement avec la rue Jean-Varenne, permettant de traverser le bastion no 38 et son fossé jusqu'à la hauteur de la rue Henri-Huchard, dont le côté des numéros impairs marque la limite du terrain militaire (48° 53′ 55,66″ N, 2° 20′ 11,67″ E),.
Le 7 août 1918, durant la Première Guerre mondiale, un obus lancé par la Grosse Bertha explose sur les fortifications entre les portes Montmartre et de Clignancourt sur le côté Saint-Ouen.